# Steve Gohouri
Lohoré Steve Ulrich Gohouri (Treichville, 8 febbraio 1981 – dicembre 2015) è stato un calciatore ivoriano, di ruolo difensore.

## Biografia
Il 18 dicembre 2015 scomparve dalla circolazione senza dare più notizie di sé. Si temette per la sua vita, in quanto il calciatore, oltre ad avere manifestato disagio a causa della conclusione di una relazione sentimentale, aveva diversi debiti. Il 31 dicembre successivo il suo corpo fu ritrovato privo di vita sulle rive del Reno. L'autopsia non ha evidenziato violenze: l'uomo, sotto l'effetto di droghe, sarebbe caduto nel fiume e morto annegato.

## Caratteristiche tecniche
Giocava come difensore centrale o terzino destro.

## Carriera

### Club
Cresciuto nel Paris Saint-Germain, Gohouri gioca una stagione nel campionato israeliano per poi trasferirsi nel campionato svizzero dove milita dal 2000 al 2006. A gennaio 2007 viene acquistato dal Borussia Mönchengladbach per 1,5 milioni di euro. Titolare della formazione, decide di restare nel club anche dopo la retrocessione in Zweite Bundesliga.
Alla vigilia del derby col Colonia del 22 ottobre 2007 viene trovato a notte fonda in una discoteca di Colonia col compagno di squadra Soumaila Coulibaly e per questo punito ed escluso dalla rosa dei convocati per quella gara. Successivamente viene reintegrato in rosa, perdendo il posto da titolare.

### Nazionale
Ha fatto il debutto ufficiale con la maglia della Costa d'Avorio nella gara contro il Madagascar nel marzo 2007.

## Statistiche

### Cronologia presenze e reti in nazionale
| Cronologia completa delle presenze e delle reti in nazionale ― Costa d'Avorio | Cronologia completa delle presenze e delle reti in nazionale ― Costa d'Avorio | Cronologia completa delle presenze e delle reti in nazionale ― Costa d'Avorio | Cronologia completa delle presenze e delle reti in nazionale ― Costa d'Avorio | Cronologia completa delle presenze e delle reti in nazionale ― Costa d'Avorio | Cronologia completa delle presenze e delle reti in nazionale ― Costa d'Avorio | Cronologia completa delle presenze e delle reti in nazionale ― Costa d'Avorio | Cronologia completa delle presenze e delle reti in nazionale ― Costa d'Avorio |
| Data                                                                          | Città                                                                         | In casa                                                                       | Risultato                                                                     | Ospiti                                                                        | Competizione                                                                  | Reti                                                                          | Note                                                                          |
| ----------------------------------------------------------------------------- | ----------------------------------------------------------------------------- | ----------------------------------------------------------------------------- | ----------------------------------------------------------------------------- | ----------------------------------------------------------------------------- | ----------------------------------------------------------------------------- | ----------------------------------------------------------------------------- | ----------------------------------------------------------------------------- |
| 16-8-2006                                                                     | Tours                                                                         | Senegal                                                                       | 1 – 0                                                                         | Costa d'Avorio                                                                | Amichevole                                                                    | -                                                                             | 82’                                                                           |
| 8-10-2006                                                                     | Abidjan                                                                       | Costa d'Avorio                                                                | 5 – 0                                                                         | Gabon                                                                         | Qual. Coppa d'Africa 2008                                                     | -                                                                             |                                                                               |
| 15-11-2006                                                                    | Le Mans                                                                       | Costa d'Avorio                                                                | 1 – 0                                                                         | Svezia                                                                        | Amichevole                                                                    | -                                                                             |                                                                               |
| 6-2-2007                                                                      | Le Petit-Quevilly                                                             | Costa d'Avorio                                                                | 1 – 0                                                                         | Guinea                                                                        | Amichevole                                                                    | -                                                                             | 46’                                                                           |
| 21-3-2007                                                                     | Belle Vue Maurel                                                              | Mauritius                                                                     | 0 – 3                                                                         | Costa d'Avorio                                                                | Amichevole                                                                    | 2                                                                             | 46’                                                                           |
| 25-3-2007                                                                     | Antsirabe                                                                     | Madagascar                                                                    | 0 – 3                                                                         | Costa d'Avorio                                                                | Qual. Coppa d'Africa 2008                                                     | 1                                                                             |                                                                               |
| 17-10-2007                                                                    | Innsbruck                                                                     | Austria                                                                       | 3 – 2                                                                         | Costa d'Avorio                                                                | Amichevole                                                                    | -                                                                             | 59’                                                                           |
| 12-1-2008                                                                     | Kuwait City                                                                   | Kuwait                                                                        | 0 – 2                                                                         | Costa d'Avorio                                                                | Amichevole                                                                    | -                                                                             | 46’                                                                           |
| 21-1-2008                                                                     | Sekondi-Takoradi                                                              | Nigeria                                                                       | 0 – 1                                                                         | Costa d'Avorio                                                                | Coppa d'Africa 2008 - 1º turno                                                | -                                                                             | 23’ 46’                                                                       |
| 25-1-2008                                                                     | Sekondi-Takoradi                                                              | Costa d'Avorio                                                                | 4 – 1                                                                         | Benin                                                                         | Coppa d'Africa 2008 - 1º turno                                                | -                                                                             | 45+4’                                                                         |
| 11-2-2009                                                                     | Smirne                                                                        | Turchia                                                                       | 1 – 1                                                                         | Costa d'Avorio                                                                | Amichevole                                                                    | -                                                                             | 85’                                                                           |
| 8-2-2011                                                                      | Valencia                                                                      | Costa d'Avorio                                                                | 1 – 0                                                                         | Mali                                                                          | Amichevole                                                                    | -                                                                             | 90’                                                                           |
| 27-3-2011                                                                     | Accra                                                                         | Costa d'Avorio                                                                | 2 – 1                                                                         | Benin                                                                         | Qual. Coppa d'Africa 2012                                                     | -                                                                             |                                                                               |
| 10-8-2011                                                                     | Lancy                                                                         | Costa d'Avorio                                                                | 4 – 3                                                                         | Israele                                                                       | Amichevole                                                                    | -                                                                             | 69’                                                                           |
| Totale                                                                        |                                                                               | Presenze                                                                      | 14                                                                            |                                                                               | Reti                                                                          | 3                                                                             |                                                                               |

## Palmarès

### Club

#### Competizioni nazionali
- Coupe de France: 1

PSG: 1997-1998
- Coppa di Lega francese: 1

PSG: 1997-1998
- Campionato tedesco di seconda divisione: 1

Borussia Mönchengladbach: 2007-2008
- Campionato israeliano: 1

Maccabi Tel Aviv: 2012-2013
- Coppa del Liechtenstein: 2

Vaduz: 2003-2004, 2004-2005